# Costasiella coronata
Costasiella coronata is een slakkensoort uit de familie van de Limapontiidae. De wetenschappelijke naam van de soort is voor het eerst geldig gepubliceerd in 2007 door Swennen.

## Beschrijving
Deze naaktslakken zijn van geelbruin tot heldergroen van kleur, wanneer ze wel gevoed zijn. Er zijn ook kleurstippen (blauwgroen, wit, geelachtig, roodbruin) zichtbaar op de huid. De lichaamslengte is van 4 tot 10,5 mm. De cerata zijn afgeplat en dit is het verschil met andere soorten in het geslacht. Het nierschild is groot en bedekt 2/3 van het lichaam wanneer de slak volledig is uitgeschoven. De rinoforen zijn glad. De genitale openingen bevinden zich aan de rechterkant van het hoofd. De mannelijke opening en vaginale opening bevinden zich onder de rechter rinofoor; de oviductale opening is een beetje onder hen. 

## Verspreiding en leefgebied
De typelocatie voor deze soort is een mangrovebos in Bang Tawa, Zuid-Thailand. Het type-exemplaar (holotype) is opgeslagen in de Zoological Reference Collection van het Raffles Museum of Biodiversity Research, National University of Singapore. De drie paratypes zijn opgeslagen in het Zoölogisch Museum Amsterdam. Dit zijn amfibische naaktslakken die in het intergetijdengebied leven. Ze worden gevonden op modder of op Vaucheria-algen. Ze worden in hogere dichtheid aangetroffen op Vaucheria wanneer de algen zich boven het zeewaterniveau bevinden.